# 志染バスストップ
志染バスストップ（しじみバスストップ）は、兵庫県三木市志染町戸田に位置する山陽自動車道のバス停。無料駐車場あり。

## 停車する路線
- 姫路駅～大阪伊丹空港リムジンバス（神姫バス）の大阪伊丹空港行き

姫路駅行きは降車専用のため、乗車できない。

## 所要時間
- 大阪空港まで約40分

## 隣
E2 山陽自動車道
(1)神戸北IC - (PA)淡河PA - (BS)淡河BS - (2)三木JCT - (BS)志染BS - (3)三木東IC

## 位置情報
- 志染バスストップ（バス停検索）

- 北緯34度47分55秒 東経135度04分10秒 / 北緯34.79861度 東経135.06944度
- 淡河［北東］ - 地理院地図
- 三木市志染町戸田 - Google マップ

- - Google マップでは志染バスストップで検索しても正しく表示されないため、近傍の地点で代用。

県道38号のひょうご情報公園都市入口から50m御坂交差点寄り（西寄り）の細い道（案内表示なし）を北へ上がり、山陽道の高架をくぐって突き当りを東（右）へ曲がり、山陽道に沿って進むとバス停用の駐車場がある。岡山方面バス停は、そこから橋を渡って反対側へ行くとある。